# HAT-P-16 b
HAT-P-16 b — экзопланета, обнаруженная с помощью телескопов HATNet у звезды HAT-P-16 транзитным методом 12 мая 2010 года. Планета в 4,2 раза массивнее Юпитера, а радиус 1,289 юпитерианского. Из-за близкого планета имеет период в 2,776 дней и является горячим юпитером.